# 鷲宮站
鷲宮站（日语：／ Washinomiya eki */?）位於日本埼玉縣久喜市鷲宮中央一丁目，是東武鐵道伊勢崎線的鐵路車站。車站編號是TI 03。
1955年（昭和30年）1月1日至2010年（平成22年）3月22日，行政上的「鷲宮町」讀作「 Washimiya machi」，與此站的「鷲宮」讀法不同。
由漫畫家美水鏡（美水 かがみ）所畫的四格漫畫《幸運☆星》（らき☆すた），其改編動畫中的鷹宮神社場景取材自車站附近的鷲宮神社，因此吸引不少愛好者搭車到此站下車前往聖地巡禮。站內曾展示繪有作品中人物的神輿。

## 歷史
- 1902年（明治35年）9月6日：鷲之宮站開業。
- 1955年（昭和30年）1月1日：改稱鷲宮站。
- 1973年（昭和48年）3月：現在的跨站式站房完工[2]。
- 2012年（平成24年）3月17日：導入車站編號TI 03。
- 2013年（平成25年）3月25日：導入發車音樂。

## 車站結構
本站是側式月台2面2線的地面車站，站房為跨站式設計。2010年（平成22年）3月19日新設檢票口與月台之間、檢票口與東口、西口之間的電梯及無障礙廁所。
站內沒有自動精算機，需由站員進行人工計算車費。
以前是側式月台與島式月台組成的2面3線構造。中央的舊2號線是上下兩用待避線。現在舊2號線大部分已被拆除，僅保留部分線路供維護機器停放。舊3號線為現行的2號線。

### 月台配置
| 月台 | 路線     | 方向 | 目的地                                                         |
| ---- | -------- | ---- | -------------------------------------------------------------- |
| 1    | 伊勢崎線 | 上行 | 久喜、東武動物公園、 東武晴空塔線 北千住、東京晴空塔、淺草方向 |
| 2    | 伊勢崎線 | 下行 | 館林、足利市、太田方向                                         |

- 上表記述的路線名為旅客資訊板上的名稱（「東武晴空塔線」為愛稱）。

## 使用情況
2018年度1日平均上下車人次為6,918人。
過去本站是舊鷲宮町民的主要使用車站，但在鷲宮町域東側的東北本線（宇都宮線）東鷲宮站於1980年代開業後，本站使用者持續下滑。
近年1日平均上下車人次以及上車人次的推移如下表。
| 年度               | 1日平均 上下車人次 | 1日平均 上車人次 | 1日平均 上車人次 | 1日平均 上車人次 |
| 年度               | 1日平均 上下車人次 | 總數             | 定期             | 定期外           |
| ------------------ | ------------------ | ---------------- | ---------------- | ---------------- |
| 1998年（平成10年） | 8,714              |                  |                  |                  |
| 1999年（平成11年） | 8,267              |                  |                  |                  |
| 2000年（平成12年） | 8,213              |                  |                  |                  |
| 2001年（平成13年） | 7,987              |                  |                  |                  |
| 2002年（平成14年） | 7,737              |                  |                  |                  |
| 2003年（平成15年） | 7,595              |                  |                  |                  |
| 2004年（平成16年） | 7,583              |                  |                  |                  |
| 2005年（平成17年） | 7,547              |                  |                  |                  |
| 2006年（平成18年） | 7,401              |                  |                  |                  |
| 2007年（平成19年） | 7,505              |                  |                  |                  |
| 2008年（平成20年） | 7,572              | 3,808            | 2,727            | 1,081            |
| 2009年（平成21年） | 7,421              | 3,730            | 2,700            | 1,030            |
| 2010年（平成22年） | 7,323              | 3,674            | 2,688            | 986              |
| 2011年（平成23年） | 7,214              | 3,606            | 2,836            | 970              |
| 2012年（平成24年） | 7,210              | 3,594            | 2,619            | 975              |
| 2013年（平成25年） | 7,299              | 3,642            | 2,693            | 949              |
| 2014年（平成26年） | 7,241              | 3,616            | 2,684            | 932              |
| 2015年（平成27年） | 7,217              | 3,607            | 2,668            | 939              |
| 2016年（平成28年） | 7,168              | 3,605            | 2,681            | 924              |
| 2017年（平成29年） | 7,041              |                  |                  |                  |
| 2018年（平成30年） | 6,918              |                  |                  |                  |

## 車站周邊
- 久喜市役所鷲宮綜合支所
- 葛西用水路（日语：葛西用水路）
- 鷲宮郵便局（日语：鷲宮郵便局）
- 埼玉里索那銀行鷲宮支店
- 川口信用金庫（日语：川口信用金庫）鷲宮支店
- JA埼玉瑞穗（日语：埼玉みずほ農業協同組合）鷲宮支店
- 久喜市立鷲宮圖書館（日语：久喜市立図書館）、鄉土資料館（日语：久喜市立郷土資料館）
- 鷲宮神社
- 埼玉県立鷲宮高等学校（日语：埼玉県立鷲宮高等学校）
- Maruya（日语：マルヤ）鷲宮店
- Kasumi（日语：カスミ）鷲宮店
- New Yamazaki Daily Store（日语：デイリーヤマザキ）鷲宮站東口店

## 相鄰車站
東武鐵道
 伊勢崎線
■區間急行、■區間準急、■普通
久喜（TI 02）－鷲宮（TI 03）－花崎（TI 04）

## 外部連結
- 鷲宮（車站資訊） - 東武鐵道